# Mythos (festival)
Pour les articles homonymes, voir Mythos.
Mythos est un festival qui se tient à Rennes en France et qui a pour objectif de célébrer la parole sous toutes ses formes (théâtre, récit, conte, musique, etc.).

## Histoire
Le festival est créé par Maël Le Goff de l'association Paroles Traverses en 1996 et se déroule tous les ans au mois d'avril sur les communes de Rennes Métropole, dans une vingtaine de lieux diversifiés : des théâtres, des centres culturels... La programmation du festival met l'accent sur les contes, le théâtre, le slam et la chanson,. 
Depuis 2008, le parc du Thabor, dans le centre de Rennes, accueille le cœur de l’événement, avec deux cabarets montés pour l'occasion et dans lesquels, prennent place des soirées pendant les dix jours du festival. En 2022, le festival se déroule également dans 25 autres lieux de la métropole,.
Jusqu’en 2013, le festival Mythos est porté par l’association Paroles Traverses en collaboration avec la structure d’accompagnement artistique, de production et de diffusion basée à Rennes. En 2014, l'association Paroles Traverses fusionne avec l'association de production Ici Même, dont Maël Le Goff est également gérant pour réunir l’ensemble de ses activités sous une seule et unique entité, le Centre de Production des Paroles Contemporaines (CPPC). Cette même année, l'association reçoit 500 000 € de subventions pour l'organisation du festival et la délégation de service du théâtre de l'Aire Libre à Saint-Jacques-de-la-Lande.
Le festival Mythos programme régulièrement de la chanson française comme Jacques Higelin, Lou Doillon, Arthur H ou encore Miossec mais aussi des projets plus émergents tels que La Femme, Fauve, Christine and the queens ou encore Cabadzi et Faada Freddy en 2025[Quand ?].

## Polémiques
En juillet 2021, la Cour des comptes publie un rapport sur la gestion de l’association CPPC. Celui-ci dénonce de possibles conflits d'intérêts entre l'association et les deux filiales pour la gestion de ses activités commerciales. Le rapport évoque également des dépenses somptuaires, notamment la location en Crédit-bail d'une voiture Tesla d'une valeur de 125 000 euros.
L'année suivante, en mai 2022, le festival est à nouveau épinglé pour non-respect de la réglementation de ses bars : le débit de boisson n'avait pas l'autorisation requise pour servir de l'alcool et n'a pas respecté les horaires légaux d'ouverture.

## Programmation

### Édition 2018
- En 2018, le festival s'est déroule entre le 13 et le 22 avril 2018.
- Programmation musicale : Camille, Selah Sue, Arthur H, Eddy de Pretto, Clara Luciani, Pierre Lapointe, Svinkels...

### Édition 2019
- En 2019, le festival s'est déroule entre le 9 mars et le 7 avril 2019.
- Programmation musciale : Jeanne Added, Bertrand Belin, Marquis de Sade, Miossec, Sanseverino, Gaëtan Roussel...

### Édition 2020
- En 2020, le festival est annulé à cause de la pandémie de Covid-19.